# باشا كلا بيش محلة (هرازبي الجنوبي)
باشا کلا بیش محلة (بالفارسية: پاشاکلابیش محله) هي قرية تقع في إيران في قسم هرازبي الجنوبی الريفي. يقدر عدد سكانها بـ 333 نسمة بحسب إحصاء 2016.